# سرخة الثانية (عنافجة)
سرخة الثانية (بالفارسية: سرخه دو) هي قرية وتقع في إيران في قسم عنافجة الريفي. يقدر عدد سكانها بـ 206 نسمة بحسب إحصاء 2016.